# Robert Kühne
Robert Kühne (* 19. April 1868; † 1947) war ein deutscher Marineoffizier der Kaiserlichen Marine, zuletzt Vizeadmiral der Reichsmarine.

## Leben
Robert Kühne trat am 11. April 1885 in die Kaiserliche Marine ein. 1897 war er als Leutnant zur See (Beförderung am 16. Juli 1891) Lehrer an der Deckoffizierschule in Kiel.
Ab Ende Juni 1900 wurde er während des Boxeraufstands als Kapitänleutnant und Erster Offizier in Vertretung Kommandant der Iltis, die in China eingesetzt war. Von der Iltis wurde am 4. Juni 1900 ein Detachement von 2 Offizieren und 30 Mann zum Schutz der deutschen Niederlassung an Land geschickt. Das Detachement zog Richtung Tientsien und wurde am 9. Juni 1900 von dort unter Austausch von Matrosen der Kaiserin Augusta zurückgezogen, wobei Kühne aufgrund seiner Ortskenntnisse in Tientsien blieb, das Kommando aber behielt. Am darauffolgenden Tag wurde das Detachement in Tientsien durch die Irene und eines Seesoldatendetachements aufgestockt. Am 17. Juni 1900 konnte er mit dem Detachement die Kriegsschule kurzzeitig erobern, dabei die Fahne erobern und eine Vielzahl von Kriegsmaterial zerstören, musste sich dann aber wieder zurückziehen. In der Folge konnte er noch weitere Gebäude, diese aber langfristig, erobern. Ende Juni 1900 wurde er für den verletzten Schiffskommandanten Lans in Vertretung Kommandant der Iltis. Bis September 1900 blieb er Kommandant der Iltis.
Im Oktober 1908 übernahm er als Fregattenkapitän die Lübeck und wurde in dieser Position am 11. Dezember 1909 zum Kapitän zur See befördert. Ab Januar 1910 war er Kommandant der Pommern und blieb dies bis Oktober 1911. Später war er von August 1914 bis Februar 1915 Kommandant der Kaiser Wilhelm der Große. Von Februar 1915 war er erst Kommandant der Elsass und dann von November 1915 bis Februar 1916 der Nassau. Anschließend war er bis Januar 1918 Inspekteure der II. Marineinspektion. Am 24. April 1916 war er zum Konteradmiral befördert worden. Am 18. Januar 1918 wurde er aus der Marine verabschiedet.
Von August 1918 bis Kriegsende war er Vorstand der Kommission zur Prüfung des Personalbestandes und der Personalverwendung.
Am 24. November 1919 wurde er mit Rangdienstalter vom 25. November 1918 mit dem Charakter als Vizeadmiral ausgezeichnet.
Bis 1. August 1916 war er u. a. mit dem Roten Adlerorden 3. Klasse mit der Schleife und Schwertern und mit Schwertern am Ringe, dem Kronen-Orden 2. Klasse, dem Eisernen Kreuz I. Klasse und dem Lübecker Hanseatenkreuz ausgezeichnet.